# Arceremaeus incaensis
Arceremaeus incaensis är en kvalsterart som beskrevs av Hammer 1961. Arceremaeus incaensis ingår i släktet Arceremaeus och familjen Arceremaeidae. Inga underarter finns listade i Catalogue of Life.